# Кобець Федір Семенович
Фе́дір Семе́нович Костю́к (нар. 17 лютого 1913 — пом. 3 травня 1986) — радянський військовик часів Другої світової війни, командир роти танків КВ 379-го танкового батальйону 173-ї танкової бригади (3-я танкова армія, Воронезький фронт), старший лейтенант. Герой Радянського Союзу (1943).

## Біографія
Народився 17 лютого 1913 року в селі Мошориному Олександрійського повіту Херсонської губернії Російської імперії (нині — Знам'янський район Кіровоградської області) в селянській родині. Українець. Закінчив 7 класів. Працював у колгоспі рідного села, потім — на Сабліно-Знам'янському цукрозаводі.
До лав РСЧА призваний Новопразьким РВК у 1935 році. У 1939 році закінчив курси молодших лейтенантів.
Учасник німецько-радянської війни з червня 1941 року. Воював на Південно-Західному, Воронезькому та 3-у Українському фронтах.
В боях з 13 по 18 січня 1943 року за села Нова Кочовань, Іванчилове, Нова Постоялівка екіпаж командира роти танків КВ 379-го танкового батальйону старшого лейтенанта Ф. С. Кобця особисто знищив 4 гармати, 48 автомашин, 15 підвод, до 650 солдатів і офіцерів супротивника. За його сприяння до 400 солдатів ворога було взято у полон. В бою за Нову Постоялівку на своєму танку врізався в бойові порядки ворога, давив їх гусеницями. Танк був підбитий і оточений. Протягом 28 годин екіпаж перебував всередині оточеного ворогом танку. Супротивник намагався змусити екіпаж здатись, для чого підпалив солому навколо танка. Після цього ломом виламав пошкоджений люк сигналізації й вкинув у середину танка гранату. Від вибуху гранати Ф. С. Кобець отримав важке поранення, внаслідок якого довелось ампутувати ногу. Проте за 4 місяці все ж повернувся у стрій.
31 січня 1944 року в бою за село Костянтинівка Дніпропетровської області екіпаж командира роти танків КВ 28-го окремого гвардійського танкового полку прориву старшого лейтенанта Кобця Ф. С. особисто знищив 2 гармати, 1 бліндаж і 2 підводи. Наступного дня в бою за село Новоподільське знищив самохідну установку «Фердинанд», 2 бліндажі з піхотою й 2 автомобілі з військовим майном.
10 лютого 1944 року під час наступу на село Червоне, поблизу Кривого Рогу, рота танків КВ під командуванням Ф. С. Кобця, вміло маневруючи, знищила 1 танк, 2 гармати й 3 бліндажі супротивника. 12 лютого при відбитті контратаки ворога, підтримуючи піхоту, танкісти роти знищили 5 САУ «Фердинанд», 2 гармати й 5 бліндажів з ворожою піхотою.
Після війни продовжував військову службу в лавах ЗС СРСР. У 1960 році підполковник Ф. С. Кобець вийшов у запас. Працював у міністерстві оборони СРСР.
Мешкав у Москві, де й помер 3 травня 1986 року. Похований на Ваганьківському цвинтарі.

## Нагороди
Указом Президії Верховної Ради СРСР від 28 квітня 1943 року за зразкове виконання бойових завдань командування на фронті боротьби з німецькими загарбниками та виявлені при цьому відвагу і героїзм, старшому лейтенантові Кобцю Федору Семеновичу присвоєне звання Героя Радянського Союзу з врученням ордена Леніна і медалі «Золота Зірка» (№ 1085).
Також був нагороджений двома орденами Червоного Прапора (03.03.1944, …), двома орденами Вітчизняної війни 1-го ступеня (07.02.1944, 11.03.1985), орденом Червоної Зірки і медалями.